# Vegan streaker
De vegan streaker is het pseudoniem van Peter Janssen (1985) uit Vught, die - onder andere door schaars gekleed op drukke locaties te verschijnen - aandacht voor dierenrechten en dierenwelzijn probeert te vragen. Hij verkreeg vooral bekendheid door slechts in een onderbroek gekleed in een live televisieprogramma van Paul de Leeuw te verschijnen. Hij is schuldig bevonden aan brandstichting en diefstal. Eerder liet Janssen zich interviewen als hardloper in de lokale krant Het Kontakt, waarbij hij aangaf te hopen op een plek op de Olympische Spelen van 2012.

## Dierenactivisme
Dick Aanen, een journalist van Het Kontakt die Janssen al sinds 2001 zegt te kennen, gaf na de actie bij Paul de Leeuw aan dat Janssen zich pas begin 2008, toen duidelijk werd dat het met zijn hardloopcarrière slechter ging, op het dierenactivisme begon te richten.

### Ludieke acties
De opzienbarendste actie was die in het programma van Paul de Leeuw in maart 2008. De Leeuw, die niet op de hoogte was van de voorgenomen actie van Janssen, nam de vegan streaker op de knie en ontdeed hem en plein public van zijn onderbroek. Janssen lichtte later zijn zienswijze op deze gebeurtenis toe: "Het was niet netjes wat Paul deed. Ik had speciaal een slip aan omdat ik niet de aandacht van de actie wil vestigen op één lichaamsdeel". De activist eiste excuses van De Leeuw, hij liet hierbij tevens optekenen autistisch te zijn. Uiteindelijk besloot hij het televisieprogramma De Rijdende Rechter in te schakelen, waarin echter geoordeeld werd dat excuses van De Leeuw niet op zijn plaats waren.
Eerder verstoorde Janssen onder meer Jumping Amsterdam, waar hij beweerde na afloop door bewakers en omstanders mishandeld te zijn, het ABN AMRO World Tennis Tournament, de Tilburg Ten Miles hardloopwedstrijd en een hockeyduel. Tijdens deze acties liet hij telkens zijn nagenoeg ontklede en met dierenactivistische teksten beschreven lichaam zien.
Ook verstoorde Jansen in maart 2009 het Belgische debatprogramma Volt door uit het publiek op te staan en voor de camera om aandacht te vragen voor het leed dat apen moeten ondergaan. Martine Tanghe reageerde professioneel: ze kon de man uit het beeld duwen, even later werd hij door de studiobeveiliging naar buiten geleid.

### Criminele acties
In maart 2009 werd bekend dat Janssen betrokken was bij een nertsenbevrijdingsactie in Stavenisse. Eerder had het Dierenbevrijdingsfront de verantwoordelijkheid voor deze actie opgeëist. Bij deze actie kwamen 50 van de nertsen om het leven, en bleken 100 van de 2500 nertsen ontsnapt te zijn. Janssen bekende zijn betrokkenheid bij deze actie. De schade van deze actie werd door de nertseneigenaar op 300.000 euro geschat. Voor deze daad werd Janssen op 9 juni 2010 veroordeeld tot een gevangenis- en taakstraf.
De rechter liet Janssen echter vrij uit voorarrest om zijn zieke moeder te verzorgen. Wel werd duidelijk dat justitie Janssen ook verdacht van brandstichting in 2006 in een bestelbus van een slager uit Vught. Janssen ontkende betrokkenheid bij deze brandstichting. In een reportage in Revu over de nertsenbevrijding liet hij optekenen dat die brand zijn eerste gewelddadige actie was: "De eerste keer dat ik zoiets probeerde was ik nog te onervaren: een bestelbus van een slager stond te dicht bij zijn huis."
Op 20 juli 2009 werd Janssen aangehouden voor het in bezit hebben van een vuurwapen en voor het beramen van een aanslag op de koningin. Vijf dagen later werd hij vrijgelaten bij gebrek aan bewijs. In een interview in het televisieprogramma NOVA enkele dagen later stelde Janssen wapens en geweld te verafschuwen en niets tegen de koningin of de koninklijke familie te hebben.
Op 16 november 2020 werd Janssen tot 25 maanden celstraf waarvan 10 voorwaardelijk veroordeeld voor de brandstichting in mei 2020 bij eendenslachterij Duck-To Tomassen in Ermelo. Janssen legde een volledige bekentenis af.
Op 2 augustus 2024 werd Janssen veroordeeld tot twee maanden cel waarvan één voorwaardelijk, omdat hij op 12 februari 2024 twee kalfjes van een melkveehouderij had gestolen.

### AIVD
Janssen zou van dichtbij door een AIVD-infiltrant zijn gevolgd. De AIVD'er was diep in de harde kern van links-extremistische activisten en gewelddadige dierenrechtenactivisten geïnfiltreerd. De vegan streaker werd op afstand permanent in de gaten gehouden via een geprepareerde laptop, waarmee de AIVD rechtstreeks kon meekijken bij zijn activiteiten.